# Stroudia anomaliventris
Stroudia anomaliventris är en stekelart som beskrevs av Giordani Soika 1987. Stroudia anomaliventris ingår i släktet Stroudia och familjen Eumenidae. Inga underarter finns listade i Catalogue of Life.